# Kamienica przy ul. Adama Mickiewicza 2 w Sanoku
Kamienica przy ul. Adama Mickiewicza 2 w Sanoku – budynek położony w Sanoku.

## Historia
Kamienica jest położona w początkowym biegu ulicy Adama Mickiewicza po stronie wschodniej. Jest to budynek parterowy.
Pierwotnie budynek figurował pod numerem konskrypcyjnym 845. 21 kwietnia 1909 Klara i Salomon Ramerowie nabyli po połowie prawo własności ciała hipotecznego do nieruchomości nr 845. Tam we własnym domu oboje zamieszkiwali od 10 września 1910 do końca lat 30. Do współczesności na drzwiach wejściowych zachowały się inicjały „SR” i „KR” (żoną Salomona Ramera była Klara Ramer). Oboje mieli córkę Jadwigę (ur. 1900, zginęła w obozie Auschwitz) i syna Seweryna (1903–1992).
W latach 30. II Rzeczypospolitej budynek figurował przy ulicy Adama Mickiewicza pod numerem 2 (stan z 1931), pod numerem 4 (1931/1932), 2 (1938, 1939).
Po wybuchu II wojny światowej i nastaniu okupacji niemieckiej w wyniku wydania przez naczelnika powiatu 28 arca 1941 zarządzenia konfiskaty prawo własności kamienicy Ramerów wcielono na rzecz Generalnego Gubernatorstwa.
Po nadejściu frontu wschodniego i wkroczeniu do miasta Armii Czerwonej (1944), w budynku ulokowano pocztę, która funkcjonowała tam przez okres kilku miesięcy (na krótko przed tym spaleniu uległ dotychczasowy gmach poczty przy ul. Jana III Sobieskiego 7). Według wspomnień Alfreda Burnatowskiego pocztę uruchomiono ponownie we wrześniu 1944. Po tym jak wojska radzieckie wyjechały z Sanoka, pocztę umieszczono w wynajętym budynku przy ulicy Tadeusza Kościuszki. Po nastaniu Polski Ludowej w byłej kamienicy Ramera u zarania działało dowództwo grupy wojsk, gdzie rozpracowywano zbrojne oddziały ukraińskie oraz oddziały poakowskie. W budynku funkcjonował także dom dziecka.
Na podstawie wniosku z 31 sierpnia 1948 w księdze wieczystej w dniu 20 lutego 1960 dokonano wykreślenia Generalnego Gubernatorstwa i przywrócono wpis uwzględniający poprzednich właścicieli. Seweryn Ramer złożył wniosek o zwrot posiadania realności na jego rzecz, jednak po upływie 10 lat i stwierdzeniu, że nie objął nieruchomości w posiadanie, Sąd Powiatowy w Sanoku 19 marca 1970 postanowił, iż Skarb Państwa nabył przez zasiedzenie własność opuszczonej nieruchomości .
W późniejszych latach w budynku funkcjonował żłobek. W 1992 w kamienicy ulokowano bar mleczny „Smak”. Od 1997 kamienica wraz z ogrodem stanowi mienie komunalne gminy miasta Sanoka..